# Алтан-отчигин
Алтан-отчигин, Алтан-Джиун, Алтан (монг. Алтан; ? — ок. 1204) — младший сын Хутулы, предпоследнего хана Хамаг Монгол улуса, внук Хабул-хана.

## Биография
Около 1161 года протогосударство монголов распалось, и ни один из трёх сыновей Хутулы (включая Алтана) уже не смог стать ханом. Только в 1189 году Алтан, Даритай-отчигин, Хучар и джуркинские нойоны Сача-беки и Тайчу избрали на ханство старшего сына племянника Хутулы Есугея — Тэмуджина, присвоив тому титул Чингисхана.
В 1201 году часть монгольских сил, включавшая татар, тайджиутов, меркитов и некоторые другие племена в борьбе против Чингисхана объединилась вокруг его главного противника и бывшего побратима — Джамухи. Чингисхан обратился за помощью к кереитскому хану Тоорилу (незадолго до этого получившему титул Ван-хана), и вскоре объединённое войско выступило против Джамухи. Сообщается, что Алтан, Хучар и Даритай были отправлены Чингисханом в разведку. Сражение состоялось в местности Койтен южнее Керулена, и войска Джамухи были разбиты.
Осенью 1202 года Чингисхан выступил против татар. Несмотря на указ хана, запрещавший захватывать добычу до окончания боя, Алтан, Хучар и Даритай ослушались, устроив делёж награбленного. Нукерам Чингисхана, Хубилаю и Джэбэ, было поручено отобрать у них захваченную добычу. После этого случая Алтан, Даритай и Хучар затаили злобу на Тэмуджина, что позже поспособствовало их переходу на сторону Джамухи.
Вскоре, воспользовавшись начавшейся враждой между Ван-ханом и Чингисханом, Джамуха уговорил Алтана, Даритая, Хучара и Нилха-Сангума выступить против Чингиса, обвиняя того в обмене послами с найманским предводителем Таян-ханом. Несмотря на то, что заговорщикам удалось склонить на свою сторону и Ван-хана, в сражении при Харахалчжит-Элетах войскам Чингисхана удалось потеснить кереитов, и вскоре отношения Джамухи и его союзников с Ван-ханом также испортились. Джамуха задумал напасть на Ван-хана, однако тот опередил его замыслы, разгромив союзников. Джамуха, Алтан и Хучар бежали к Таян-хану. В конце концов, позже Алтан и Хучар были схвачены войсками Чингисхана и убиты.

## В культуре
Алтан стал персонажем романа И. К. Калашникова «Жестокий век» (1978).